# Nutcracker
Nutcracker —titulada El Cascanueces en España—, también conocida como Pacific Northwest Ballet's Nutcracker o Nutcracker: The Motion Picture, es una película de 1986 dirigida por Carroll Ballard, ambientada en Navidad, producida por el Pacific Northwest Ballet en asociación con Hyperion Pictures y Kushner/Locke. 
Es una adaptación cinematográfica del ballet Nutcracker (El cascanueces) del compositor Piotr Ilich Chaikovski y el cuento El cascanueces y el rey de los ratones de E. T. A. Hoffmann.

## Reparto
| Actor               | Personaje                                                     |
| ------------------- | ------------------------------------------------------------- |
| Hugh Bigney         | Herr Drosselmeier / el Pasha                                  |
| Vanessa Sharp       | Joven Clara                                                   |
| Patricia Barker     | Clara durante el sueño / Muñeca bailarina                     |
| Wade Walthall       | Príncipe Cascanueces                                          |
| Maia Rosal          | Sra. Stahlbaum / Peacock                                      |
| Carey Homme         | Sr. Stahlbaum / Moor                                          |
| Russell Burnett     | Fritz                                                         |
| Jacob Rice          | Fighting Nutcracker / Dervish                                 |
| Martha Boyle        | Adulto en la fiesta / Snowflake / Waltz of the Flowers        |
| Laura Schwenk       | Adulto en la fiesta / Snowflake / Moor / Waltz of the Flowers |
| Benjamin Houk       | Adulto en la fiesta / Mouse Captain / Dervish                 |
| Beatrice Bassett    | Adulto en la fiesta / Grandparent                             |
| Ann Renhard         | Adulto en la fiesta / Snowflake / Waltz of the Flowers        |
| Dianne Brace        | Adulto en la fiesta / Snowflake / Moor / Waltz of the Flowers |
| Christian Cederlund | Adulto en la fiesta / Moor                                    |